# Фам Тан Бао
Фам Тан Бао (виј. Phạm Thanh Bảo; 17. март 2001) вијетнамски је пливач чија специјалност су трке прсним стилом.

## Спортска каријера
Фам је дебитовао на светским првенствима у Хангџоуу 2018. на светском првенству у малим базенима где је заузео 36. место у квалификацијама трке на 200 прсно.
Годину дана касније наступио је на светском првенству у великим базенима у корејском Квангџуу 2019. где је остварио идентичан пласман, 36. место у трци на 200 прсно.